# 白花弯蕊芥
白花弯蕊芥（学名：Loxostemon smithii）是十字花科弯蕊芥属的植物，为中国的特有植物。分布在中国大陆的四川、云南等地，生长于海拔2,800米至3,500米的地区，见于山坡林下或水边，目前尚未由人工引种栽培。

## 异名
- Loxostemon smithii O. E. Schulz var. wenchuanensis Y. C. Lan et T. Y. Cheo